# Exai
Exai — одинадцятий альбом дуету електронної музики Autechre, випущений на лейблі Warp Records. Подвійний альбом був випущений у цифровому вигляді 7 лютого 2013 року, а подвійна CD та четверна вінілова версія вийшла 5 березня 2013 року. На момент виходу Exai був найдовшим альбомом Autechre.
Як і багато інших альбомів Autechre, Exai супроводжувався кількома місяцями пізніше супутнім мініальбомом під назвою L-event. Треки, записані на тих самих сесіях, були задумані як серія 12-дюймових вінілових платівок, під час яких L-event зрештою «став окремою сутністю», яку дует вважає «взаємозамінною» з 12-дюймовими платівками, що складають Exai.

## Обкладинка і назві
Обкладинка Exai (і супутнього мініальбому L-event) була оформлена дизайнерами студії The Designers Republic. Після виходу альбому фанати висловлювали припущення, що обкладинка заснована на Грі життя Конвея або двійковому коді. Учасники Autechre Шон Бут і Роб Браун спочатку неохоче обговорювали альбом, оскільки «хотіли побачити, що люди зможуть зрозуміти», але врешті-решт підтвердили, що на обкладинці зображено сильно пікселізовану типографіку. Exai — одинадцятий альбом Autechre, і його назва може бути похідною від фонетичної передачі римського числа «XI», або одинадцять, яке також з'являється у треку «T ess xi». Цьому сприяє сітка пікселів на обкладинці розміром 11 квадратів завширшки та 11 квадратів заввишки.

## Відгуки критиків
Exai отримав позитивні відгуки, з середньою оцінкою 80 з 100 на Metacritic, на основі рецензій 26 критиків. Грейсон Керрін з Pitchfork вважає, що в альбомі є кілька хороших моментів, але він занадто довгий — дві години, і його можна було б поліпшити за допомогою редагування і скорочення. Кріс Павер з BBC Music був більш захопленим, назвавши альбом найкращим для Autechre за останні п'ятнадцять років.

## Трек-лист
Всі композицій написані Шоном Бутом та Робом Брауном.
| #      | Назва                                         | Тривалість |
| ------ | --------------------------------------------- | ---------- |
| 1.     | «Fleure»                                      | 4:51       |
| 2.     | «irlite (get 0)»                              | 10:01      |
| 3.     | «prac-f»                                      | 4:20       |
| 4.     | «jatevee C»                                   | 4:14       |
| 5.     | «T ess xi»                                    | 6:43       |
| 6.     | «vekoS»                                       | 6:42       |
| 7.     | «Flep»                                        | 6:43       |
| 8.     | «tuinorizn»                                   | 3:40       |
| 9.     | «bladelores»                                  | 12:20      |
| 10.    | «1 1 is»                                      | 7:18       |
| 11.    | «nodezsh»                                     | 8:40       |
| 12.    | «runrepik»                                    | 4:35       |
| 13.    | «spl9»                                        | 7:06       |
| 14.    | «cloudline»                                   | 10:13      |
| 15.    | «deco Loc»                                    | 5:27       |
| 16.    | «recks on»                                    | 9:22       |
| 17.    | «YJY UX»                                      | 8:24       |
| 18.    | «18 (keyosc)» (Бонус-трек японського видання) | 8:57       |
| 129:29 |                                               |            |

## Історія релізів
| Країні/регіон | Дата           | Лейбл        | Формат | Номер за каталогом |
| ------------- | -------------- | ------------ | ------ | ------------------ |
| Японія        | 27 лютого 2013 | Beat Records | 2×CD   | BRC-365LTD         |
| Європа        | 5 березня 2013 | Warp Records | 2×CD   | WARPCD234          |
| Європа        | 5 березня 2013 | Warp Records | 4×LP   | WARPLP234          |